# Rossinière
Rossinière est une commune suisse du canton de Vaud, située dans le district de la Riviera-Pays-d'Enhaut.

## Géographie

### Situation

Photo aérienne (1964)

Le territoire de Rossinière s'étend sur 23,36 km2. Lors du relevé de 2013-2018, les surfaces d'habitations et d'infrastructures représentaient 3,0 % de sa superficie, les surfaces agricoles 37,5 %, les surfaces boisées 50,3 % et les surfaces improductives 9,1 %.
Le lac du Vernex se trouve sur le territoire de la commune, tout comme le défilé de La Tine qui marque la frontière avec le canton de Fribourg.

### Transports

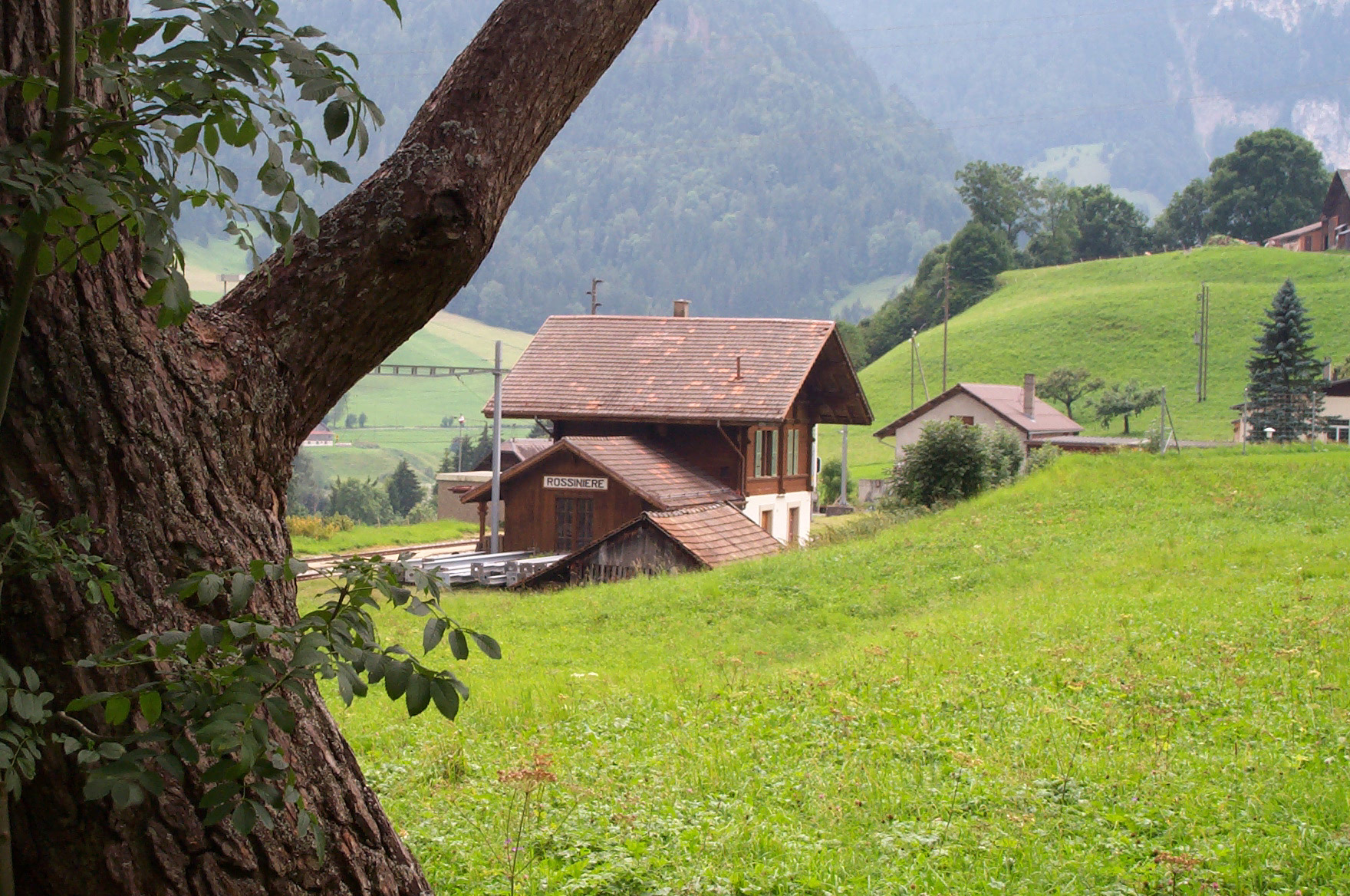
La halte ferroviaire.

- Sur la ligne ferroviaire Montreux-Oberland Bernois (MOB) : gare de Rossinière
- À Montbovon, liaison TPF avec Bulle
- Autoroute A9 (Brigue-Lausanne-Vallorbe)  17 (Aigle) via col des Mosses
- Autoroute A12 (Vevey-Fribourg-Berne)  4 (Bulle) Bulle via Montbovon
- Autoroute A6 (Lyss-Berne-Thoune)  19 (Wimmis) via Zweisimmen
- Aérodrome de Saanen

## Toponymie
L’origine et le sens du nom de la commune sont incertains.
Sa première occurrence écrite date de 1115, sous la forme de Ransonery.
La commune se nomme La Rochenaïrè en patois vaudois.
Son ancien nom allemand est Russeneiri ou Russeneire.

## Population et société

### Surnoms
Les habitants de la commune sont surnommés les Pétolets ou Pétolais (Pétolaires au fém., les pétoles désignant les crottes de chèvre en patois vaudois), les Crosérais (ceux qui creusent pour trouver des trésors), lè Crozalye (ceux du creux), lè Craoja-Tsun (les creuse-chien) et les Traîne-Lien.

### Démographie

#### Évolution de la population
Rossinière compte 532 habitants au 31 décembre 2022 pour une densité de population de 23 hab/km2. Sur la période 2010-2019, sa population a augmenté de 7,1 % (canton : 12,9 % ; Suisse : 9,4 %).  

#### Pyramide des âges
En 2020, le taux de personnes de moins de 30 ans s'élève à 33,1 %, au-dessous de la valeur cantonale (35 %). Le taux de personnes de plus de 60 ans est quant à lui de 30,6 %, alors qu'il est de 21,9 % au niveau cantonal.
La même année, la commune compte 265 hommes pour 269 femmes, soit un taux de 49,6 % d'hommes, supérieur à celui du canton (49,1 %).
| Hommes | Classe d’âge | Femmes |
| ------ | ------------ | ------ |
| 0,4    | 90 ans ou +  | 1,9    |
| 8,7    | 75 à 89 ans  | 8,9    |
| 21,5   | 60 à 74 ans  | 19,7   |
| 22,3   | 45 à 59 ans  | 20,8   |
| 14,7   | 30 à 44 ans  | 14,9   |
| 16,6   | 15 à 29 ans  | 15,6   |
| 15,8   | - de 14 ans  | 18,2   |

| Hommes | Classe d’âge | Femmes |
| ------ | ------------ | ------ |
| 0,5    | 90 ans ou +  | 1,4    |
| 6,1    | 75 à 89 ans  | 8,2    |
| 13,3   | 60 à 74 ans  | 14,3   |
| 21,5   | 45 à 59 ans  | 21,2   |
| 22,0   | 30 à 44 ans  | 21,4   |
| 19,6   | 15 à 29 ans  | 18,0   |
| 16,9   | - de 14 ans  | 15,5   |

## Culture et patrimoine

### Patrimoine bâti
Le Grand Chalet de Rossinière, doté de 113 fenêtres, est la plus grande maison en bois des Alpes, construit de 1752 à 1756 pour et par David Henchoz, originairement pour stocker et affiner des fromages. Le peintre Balthus y habite de 1977 à son décès en 
2001.

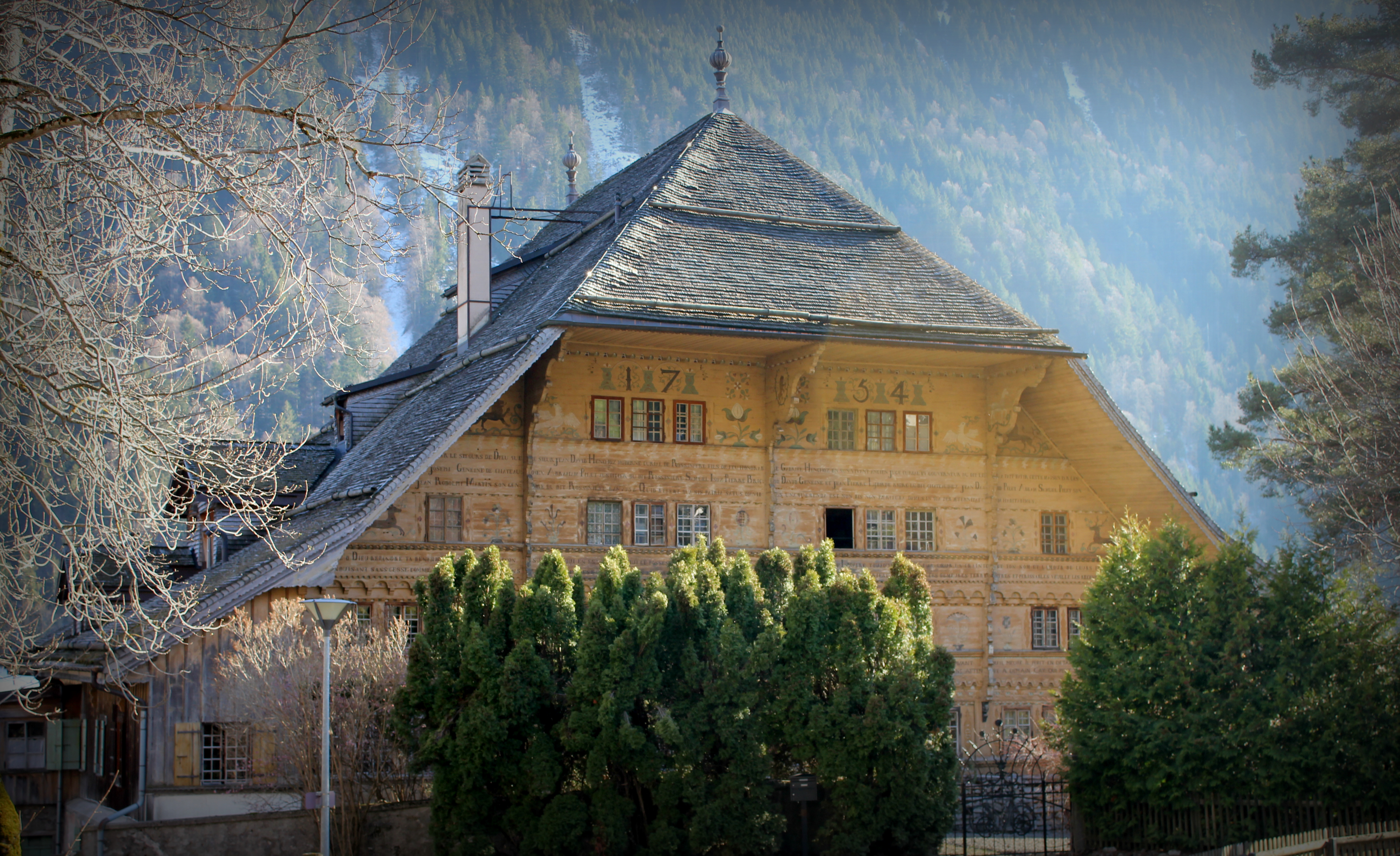
Grand Chalet Balthus.
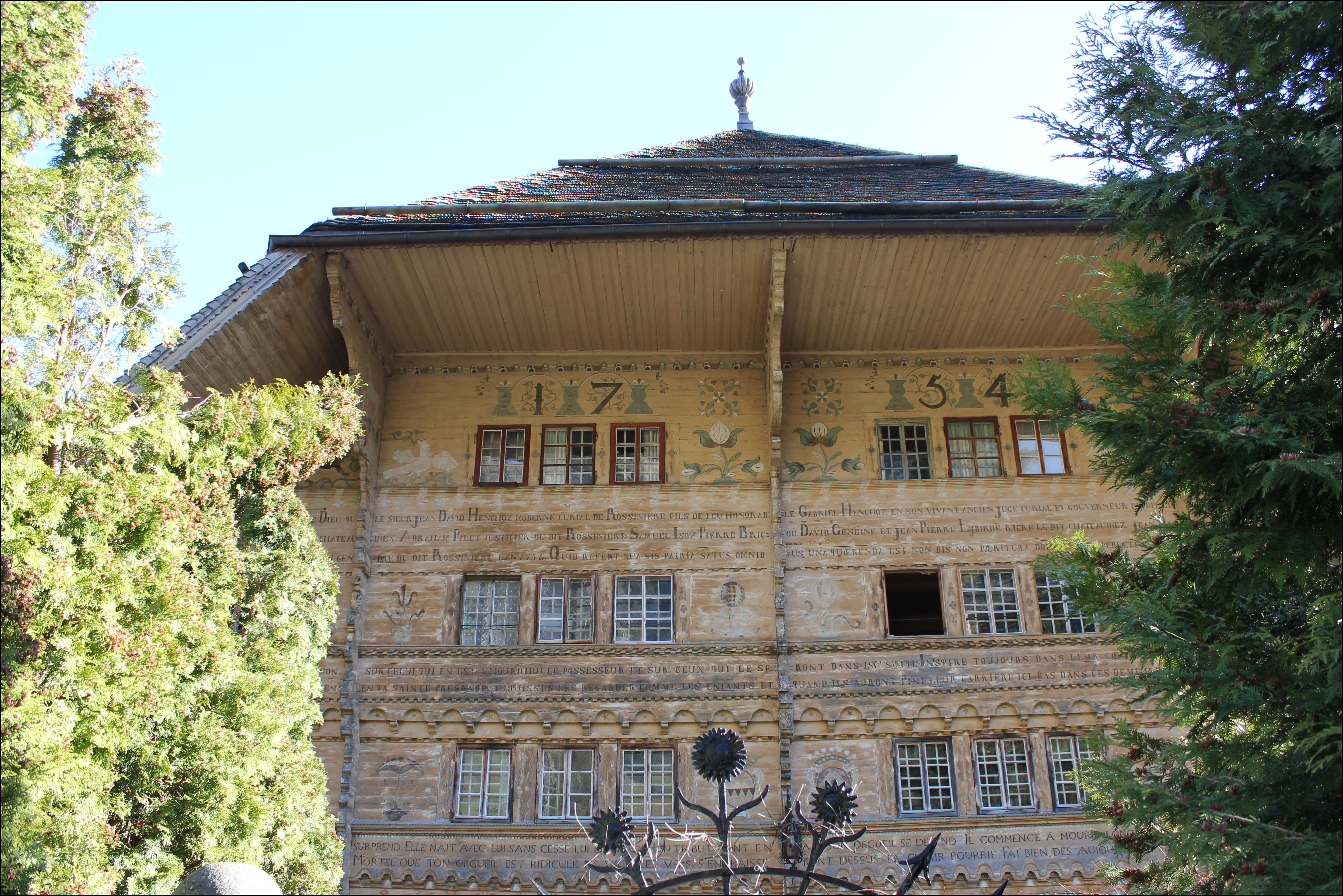
Quelques-unes des nombreuses fenêtres « du plus grand chalet des Alpes ».
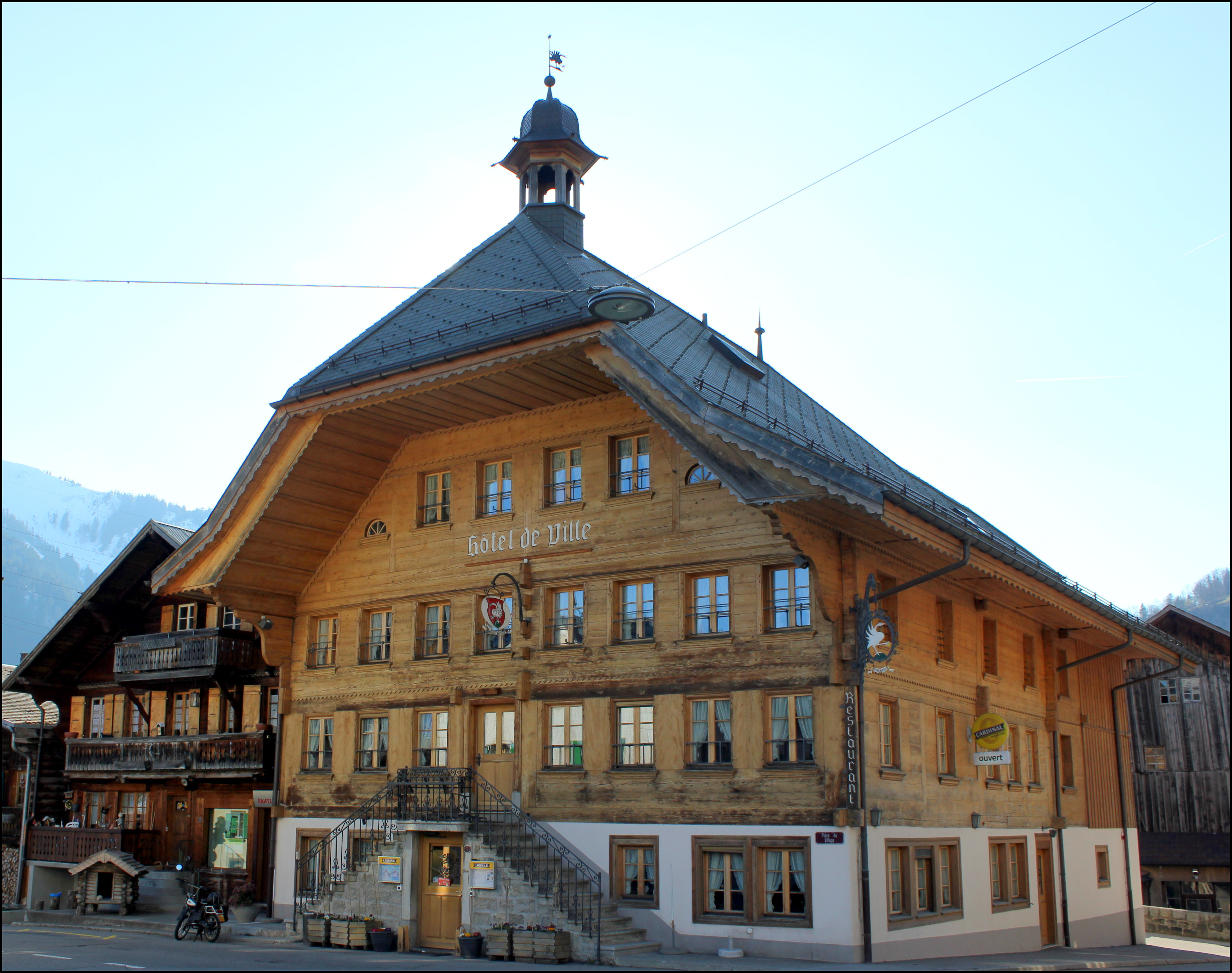
Hôtel de ville.
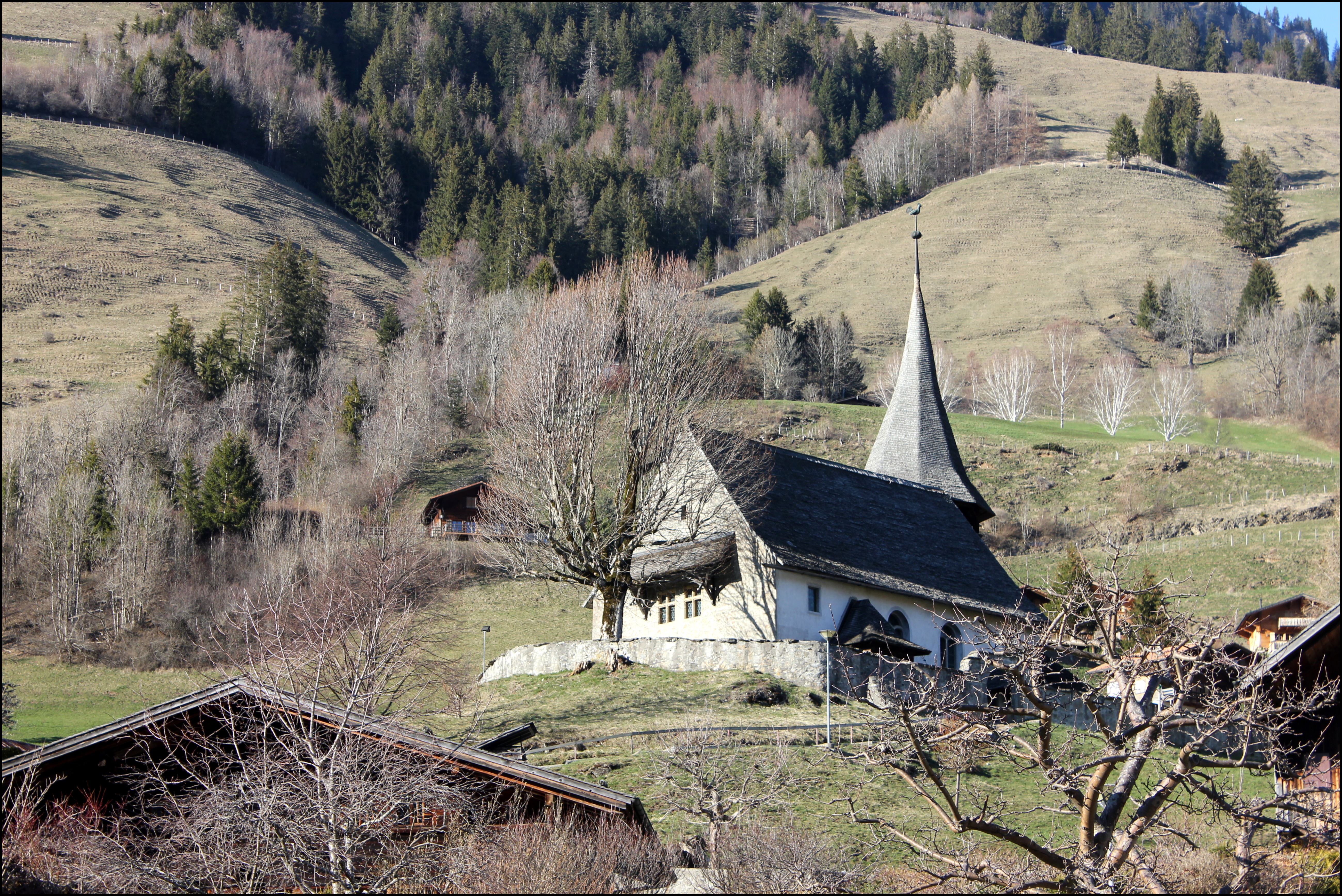
Église.

### Personnalités
- Balthus, peintre
- C'est là que vit Annette personnage principal de Qui a donc frappé?, livre de Patricia Saint-John adapté en helvéto-manga sous le nom de Dans les Alpes avec Annette et en long métrage par Michael Pritchard sous le nom de Un Trésor dans la Neige.